# سكينة الثانية (اسماعيلية)
سكينة الثانية (بالفارسية: سکینه دو) هي قرية وتقع في إيران في قسم إسماعيلية الريفي. يقدر عدد سكانها بـ 89 نسمة بحسب إحصاء 2016.